# Jan Nepomuk Vent
Jan Nepomuk Vent, v německém prostředí znám také jako Johann Nepomuk Went nebo Wendt (27. června 1745 Divice – 3. července 1801 Vídeň) byl český houslista, hobojista a hudební skladatel.

## Život
Narodil se v rodině venkovského muzikanta v Divicích. Dívice byly součástí cítolibského panství, které v roce 1720 získal rod Pachtů z Rájova. Pachtové přestavěli cítolibský zámek na barokní rezidenci a Arnošt Karel Pachta tam založil zámeckou kapelu. Zaměstnal v ní hudebníky z nejbližšího okolí a postupem času se tak vytvořil základ cítolibské skladatelské školy. Do této kapely vstoupil i Jan Nepomuk jako houslista a hobojista a působil v ní až do roku 1770.
Z Cítolib, za ne zcela jasných okolností, odešel a stal se členem schwarzenberské kapely, nejprve v Českém Krumlově a později ve Vídni. Roku 1782 se stal hobojistou císařské komorní hudby a v roce 1788 byl jmenován císařským dvorním hudebníkem. Byl obdivovaným virtuózem na anglický roh a účinkoval i v orchestru dvorní opery.
Vídeň byla tehdy centrem evropského hudebního života a Vent se důvěrně stýkal s největšími skladateli té doby: Josephem Haydnem, Wolfgangem Amadeem Mozartem i Ludwigem van Beethovenem. Beethoven byl např. inspirován jeho skladbou pro dva hoboje a anglický roh op. 87 k vytvoření vlastního tria pro toto obsazení. Po Mozartově smrti ho vdova po Mozartovi, Konstance, doporučila nakladatelství André za znalce a ručitele pravosti Mozartových skladeb pro dechové nástroje. Vent také velmi citlivě upravil pro dechový oktet hudbu mnoha vrcholných Mozartových skladeb a dokonce i oper. Některé z nich upravil i pro smyčcové kvarteto nebo kvinteto.
Prosadil se však i svými vlastními skladbami. Jeho komorní a symfonická díla jsou zastoupena v mnoha evropských hudebních sbírkách (Vídeň, Řezno, Drážďany, Petrohrad). Jeho skladby se často hrály i v Čechách, jak dokazují partitury dochované v klášterních a zámeckých archivech.
Jan Nepomuk Vent zemřel ve Vídni-Josefstadtu den 3. července 1801.

## Dílo (výběr)

### Komorní skladby
- Parthia č. 17
- Parthia č. 51
- Partita en do majeur (Alleluja)
- Parthia in F pro dva hoboje, dva anglické rohy, dva lesní rohy a dva fagoty. Vyšlo roku 1985 na antologii Hudba citolibských mistrů 18. století, Supraphon, č. kat. 1119 4081-85 G.
- Quartetto concertante pro hoboj, milostný hoboj, anglický roh a fagot. Vyšlo roku 2007 na antologii Musica antiqua Citolibensis, Supraphon, č. kat. SU 3908-2.
- Quintetto in B pro hoboj, fagot a smyčcové trio
- Smyčcový kvartet C-dur
- Trio B-dur pro dva hoboje a altový hoboj
- Sinfonia Es-dur

### Přepracování klasických skladeb pro dechovou harmonii
- Joseph Haydn: Andante ze symfonie č. 94 S úderem kotlů
- Wolfgang Amadeus Mozart: Figarova svatba (výběr operních scén)
- Wolfgang Amadeus Mozart: Don Giovanni:
  - Předehra
  - Introdukce. Notte e giorno faticar...
  - Allegro molto. Madamina, il catalogo e questo...
  - Andante con moto. Nella bionda...
  - Allegro. Giovinette che fate all´ amore...
  - Andante. La ci darem la mano...
  - Andantino cantabile. Dalla sua pace...
  - Presto. Fin ch´han dal vino...
  - Allegro assai. Menuetto; Adagio-allegro
  - Andante grazioso. Vedrai, carino
  - Finale. Allegro vivace
- Wolfgang Amadeus Mozart: Únos ze Serailu
  - Předehra (ouverture)
  - Andante. Hier soll ich dich denn sehen...
  - Andante grazioso. Durch Zärtlichkeit und Schmeicheln...
  - Allegro. Ich gehe, doch rathe ich dir...
  - Allegro. Welche Wonne, welche Lust
  - Allegretto. Vivat Bacchus! Bacchus lebe!
  - Adagio. Wenn der Freude Tränen fliessen...
  - Allegro. Ach will ich triumphieren
- Wolfgang Amadeus Mozart: Kouzelná flétna (výběr operních scén)
- Wolfgang Amadeus Mozart: Malá noční hudba, KV 525
- Wolfgang Amadeus Mozart: Così fan tutte, KV 588 (výběr operních scén)